# Chợ Sinjeong
Chợ Sinjeong là chợ đường phố truyền thống ở Nam-gu, Ulsan, Hàn Quốc. Được thành lập vào năm 1970, ngày nay chợ có hơn 700 cửa hàng bán trái cây, rau, thịt, cá, bánh mì, quần áo và các mặt hàng y học cổ truyền Hàn Quốc. Chợ cũng có nhiều nhà hàng nhỏ và các quầy bán thức ăn đường phố.

## Cải tạo phục hồi
Do sự xuất hiện của những cửa hàng đại hạ giá ở Ulsan, chính quyền thành phố đã bắt đầu một sáng kiến phục hồi chợ vào giữa thập niên 2000 để cải thiện cơ sở hạ tầng xung quanh các chợ truyền thống của Ulsan trong một nỗ lực nhằm duy trì bầu không khí truyền thống. Việc cải tạo chợ Eonyang hoàn thành vào năm 2010, bao gồm lắp đặt một màn hình LED mới, bảo trì nhà vệ sinh, lắp đặt thiết bị phòng cháy chữa cháy và camera quan sát, lắp đặt một mái vòm dài 170 m để giúp người mua sắm không bị ướt khi trời mưa.